# Sheet moulding compound
Een sheet moulding compound (SMC) of sheet moulding composite  is een met vezels versterkt polyester dat voornamelijk als grondstof gebruikt wordt in het vormpersen.
Het bijzondere van een sheet moulding composite is dat het een thermohardende polymeer is. Dit materiaal, dat ook wel duroplast genoemd wordt, wordt in tegenstelling tot een thermoplast tijdens verhitting niet zacht.

## Toepassing
- Automotive panelen (vooral bij kleinere productieaantallen).